# فرودگاه چینگوزی
فرودگاه چینگوزی (به انگلیسی: Chingozi Airport) یک فرودگاه همگانی با کد یاتا TET است که یک باند فرود آسفالت دارد و طول باند آن ۲۵۰۷ متر است. این فرودگاه در کشور موزامبیک قرار دارد و در ارتفاع ۱۶۰ متری از سطح دریا واقع شده‌است.

## شرکت‌های هواپیمایی و مقصدهای پروازی
| شرکت‌های هواپیمایی       | مقصدهای پروازی                                          |
| ----------------------- | ------------------------------------------------------- |
| ایرلینک                 | اولیور تامبو                                            |
| LAM Mozambique Airlines | بیرا، اولیور تامبو، Lichinga، ماپوتو، ناموپلا، کوئلیمین |
| Malawian Airlines       | چیلکا، حراره، لیلونگوه                                  |
| موزامبیک اکسپرسو        | ماپوتو                                                  |